# Coryphantha glassii
Coryphantha glassii ist eine Pflanzenart in der Gattung Coryphantha aus der Familie der Kakteengewächse (Cactaceae). Das Artepitheton glassii ehrt den US-amerikanischen Gartenbauer und Spezialisten für sukkulente Pflanzen Charles Edward Glass (1934–1998).

## Beschreibung
Coryphantha glassii verzweigt meist aus den großen unterirdischen Triebteilen und bildet vielköpfige Gruppen von bis zu 50 Zentimeter Durchmesser. Die zylindrischen leuchtend grünen Triebe erreichen bei Durchmessern von 6 Zentimetern Wuchshöhen von bis zu 30 Zentimetern. Die bis 14 Millimeter langen Warzen sind konisch bis zylindrisch geformt. Ihre Axillen sind anfangs bewollt und tragen Nektardrüsen. Die zwei bis drei geraden, gelblich braunen bis honigfarbenen Mitteldornen sind 1,6 bis 2,5 Zentimeter lang. Einer von ihnen dominiert und ist etwas abwärts gerichtet. Die zehn bis 13 gelblich weißen, bis zu 0,8 Zentimeter langen Randdornen stehen etwas ab.
Die leuchtend gelben Blüten sind bis zu 3,5 Zentimeter lang und erreichen Durchmesser von 3 Zentimeter. Die olivgrünen Früchte sind eiförmig. Sie weisen eine Länge von bis zu 1 Zentimeter und einen Durchmesser von 0,8 Zentimeter auf.

## Verbreitung, Systematik und Gefährdung
Coryphantha glassii ist in den mexikanischen Bundesstaaten Guanajuato und San Luis Potosí an Hängen und Kuppen auf Kalk verbreitet.
Die Erstbeschreibung durch Reto F. Dicht und Adrian D. Lüthy wurde im Jahr 2000 veröffentlicht.
In der Roten Liste gefährdeter Arten der IUCN wird die Art als „Least Concern (CR)“, d. h. als nicht gefährdet geführt.

## Nachweise